# Solon
Pour les articles homonymes, voir Solon.
Sauf précision contraire, les dates de cet article sont sous-entendues « avant l'ère commune » (AEC), c'est-à-dire « avant Jésus-Christ ».
Solon (en grec ancien Σόλων), né à Athènes vers 640 av. J.-C. et mort sur l'île de Chypre vers 558 av. J.-C., est un homme d'État, un législateur et un poète athénien. 
Souvent considéré comme ayant instauré les prémices de la démocratie à Athènes, en créant les conditions qui vont permettre son émergence, il est tout d'abord représentant de l'aristocratie. Il fait partie des Sept Sages de la Grèce. Solon joue un rôle politique important, étant à l'origine d'une série de réformes qui accroissent considérablement le rôle de la classe populaire dans la politique athénienne.

## Biographie
Solon naît à Athènes dans une famille eupatride. Il est d’abord négociant, commerçant, ce qui l'amène à beaucoup voyager. Sa fortune et son savoir le placent au rang des premiers citoyens de la ville. En son absence, la cité voisine de Mégare reprend Salamine aux Athéniens. À Athènes, on vote un décret qui interdit, sous peine de mort, que l’on en reparle.
Dans le milieu des années -590, il milite pourtant pour une nouvelle guerre contre Mégare, afin de s’emparer de l’île de Salamine. Le jeune Pisistrate le soutient. Tous deux obtiennent l'abrogation du décret et le déclenchement de la guerre pour Salamine. Solon est nommé chef de l'expédition. Celle-ci est un succès et Salamine est reprise. Comme la guerre a été gagnée sur ses conseils, il devient très populaire si l'on en juge par les événements ultérieurs. Signalons pourtant que l’historien Déimaque de Platées dément la participation de Solon à cette expédition, tandis que Diogène Laërce l'affirme.
Pour les historiens grecs postérieurs, ses poèmes sont la principale source d'informations sur la crise économique et sociale à laquelle il tente de remédier. Alors que l’écart entre les riches aristocrates et la classe populaire se creuse, Athènes sombre dans une crise sociale. En effet, la ville est dominée par les « eupatrides », communément appelés les aristocrates et qui détiennent les meilleures terres tout en contrôlant le gouvernement. Les plus pauvres tombent facilement dans l’endettement, voire dans l’esclavage faute de moyens. L’esclavage pour dettes réduit fortement le nombre d’hommes libres et alimente les conflits. Toutes les classes sociales se tournent alors vers Solon pour remédier à cette situation, qui pourrait déboucher sur la tyrannie.
Lorsque Solon est élu archonte en -594/-593, on attend de lui qu'il remédie aux conflits internes à la cité. Avec le seisachtheia, il abolit l'esclavage pour cause de dettes et affranchit ceux qui y étaient tombés. Il opère une réduction de dettes privées et publiques, et affranchit de redevances les terres des hectémores . Cependant, il ne fait pas de réforme agraire, c'est-à-dire qu'il ne redistribue pas la propriété des terres comme les pauvres l'attendaient.
Concernant les réformes politiques, il met en place un tribunal du peuple, l'Héliée. Tous les citoyens y ont accès,, ce qui est à noter. Les jurys sont constitués par tirage au sort. Les sources ne disent pas si l'on tire au sort parmi les volontaires, mais on peut le supposer. Le tribunal est essentiellement une cour d'appel. Aristote considère qu'il est déjà le lieu du contrôle des magistrats par le peuple. Solon réalise une autre réforme d'importance : il étend le droit de défense et d'accusation à n'importe quel citoyen. Il écrit aussi un nouveau code de lois, qui concerne ce que les catégories modernes nomment le droit privé, le droit criminel et la procédure légale. Les lois de Dracon sont abandonnées, à l'exception de celle qui concerne le meurtre. Les lois de Solon sont gravées sur des kybris (?), sans doute exposés au Portique royal.
Ce que l'on appelle généralement les « classes soloniennes » existaient en fait déjà avant Solon. Selon M. Hansen, Solon aurait ajouté les pentacosiomédimnes aux thètes, aux zeugites et aux cavaliers, le définissant comme la classe la plus élevée. Ces classes sont alors définies selon le critère de la richesse :
- les pentacosiomédimnes[22] sont ceux qui peuvent tirer de leurs bénéfices plus de 500 mesures (πεντακόσια / pentakósia ; μέτρα / métra) par an de produits secs ou liquides (blé, vin ou olive)[23] ;
- les hippeis, ou cavaliers, sont ceux qui peuvent tirer de leurs revenus plus de 300 mesures par an. Aristote discute du nom de cette classe : pour en être membre, il semble qu'il faille élever des chevaux. Il estime cependant qu'à l'instar des autres classes, le critère soit bien celui de la richesse[24] ;
- les zeugites[25] sont ceux qui peuvent tirer de leurs richesses plus de 200 mesures par an. Ils forment une sorte de classe moyenne, chez qui l'on recrute les hoplites ;
- les thètes sont ceux qui tirent de leurs revenus moins de 200 mesures par an. Leur nom signifie employé sans propriété, ou journalier.

Le critère d'éligibilité est fondé sur la fortune produite (et non pas directement sur le capital), et non plus sur la naissance. Seules les trois premières classes, celles des plus riches, peuvent accéder à la magistrature. En revanche, toutes les classes ont accès à l'assemblée du peuple et au tribunal. L'élection des magistrats ayant probablement lieu à l'assemblée du peuple, on peut considérer qu'à partir de Solon le suffrage s'étend plus largement aux citoyens. Ce point est important pour comprendre la genèse de la démocratie athénienne. La procédure d'accès à l'archontat semble combiner élection préalable et tirage au sort. Mais pour l'ensemble de la magistrature, l'élection semble avoir la prépondérance.
Solon aurait par ailleurs institué le conseil des Quatre Cents. Or si l'on en croit M. Hansen, l'existence de ce conseil est controversée. E. Will ne croit pas à sa réalité. Aristote, dans son Athenaion politeia rédigée entre 335 et 322, ne fait que le mentionner, ne disant rien de sa formation ni de ses attributions. En outre, l’Athenaion Politeia cite en 31.1 un texte décrivant le régime oligarchique des « Quatre Cents » en -411. Les oligarques auraient été tentés, pour légitimer leurs réformes, d'inventer un passé en alléguant un retour à la « Constitution des anciens ». Il faut attendre Plutarque pour en savoir plus sur les attributions de ce conseil. Il aurait eu des fonctions probouleumatiques, c'est-à-dire qu'il aurait été chargé d'introduire les débats à l'assemblée du peuple, tout comme le conseil des Cinq Cents (la Boulè) serait institué par les réformes de Clisthène en 508 av. J.-C.

Concernant l'Aréopage, Plutarque attribue sa création à Solon, tout en nuançant lui-même son propos. De son côté, Aristote pense que l'Aréopage existait avant Solon. Voici deux jugements d'Aristote sur les réformes de Solon :

« Solon, semble-t-il, tout en se gardant d'abolir les institutions qui existaient auparavant, telles que le Conseil [de l'Aréopage] et l'élection des magistrats, a réellement fondé la démocratie en composant les tribunaux de juges pris parmi tous les citoyens. Aussi lui adresse-t-on parfois de vives critiques, comme ayant détruit l'élément non démocratique du gouvernement, en attribuant l'autorité suprême aux tribunaux dont les membres sont tirés au sort »

— Aristote, Politique, 1274 a.
et plus loin :

« Solon lui-même n'a vraisemblablement attribué au peuple que le pouvoir strictement nécessaire, celui d'élire les magistrats et de vérifier leur gestion (car si le peuple ne possède même pas sur ce point un contrôle absolu, il ne peut être qu'esclave et ennemi de la chose publique) »

— Aristote, Politique, 1274 a 15.
Solon modifie également le calendrier et le système des poids et mesures.
D'après Phanias, auteur d'un traité sur la tyrannie et cité par Plutarque dans sa Vie de Solon, Solon meurt moins de deux ans après l'instauration de la tyrannie par Pisistrate.

### Voyages
Après avoir mis en oeuvre ses réformes, Solon quitte Athènes. Les écrivains grecs postérieurs le font séjourner dix ans à Chypre, où il vit à la cour du roi Philocyre, puis également en Égypte chez Amasis et en Lydie chez Crésus.
Vers 560, Solon âgé de plus de quatre-vingts ans revient à Athènes. Il s'oppose alors à Pisistrate, qu’Aristote décrit comme « très favorable au peuple » lors de sa prise de pouvoir. Lorsque Pisistrate instaure une tyrannie à Athènes, Solon paraît quitter à nouveau la cité, puis parcourir la Méditerranée et l'Asie. Il revient lors de la deuxième tyrannie de Pisistrate, repart en exil chez le roi Philocyre et meurt peu après son retour. 

### Postérité
Solon est un législateur vénéré, présenté dans Xénophon, Platon et Aristote. Platon le cite dans le Lysis, Le Banquet, le Critias, l’Hippias majeur, le Charmide, le Livre VII de la République, le livre IX des Lois, le Timée, le Phèdre, Protagoras et le Lachès.

## Solon dans l'Art

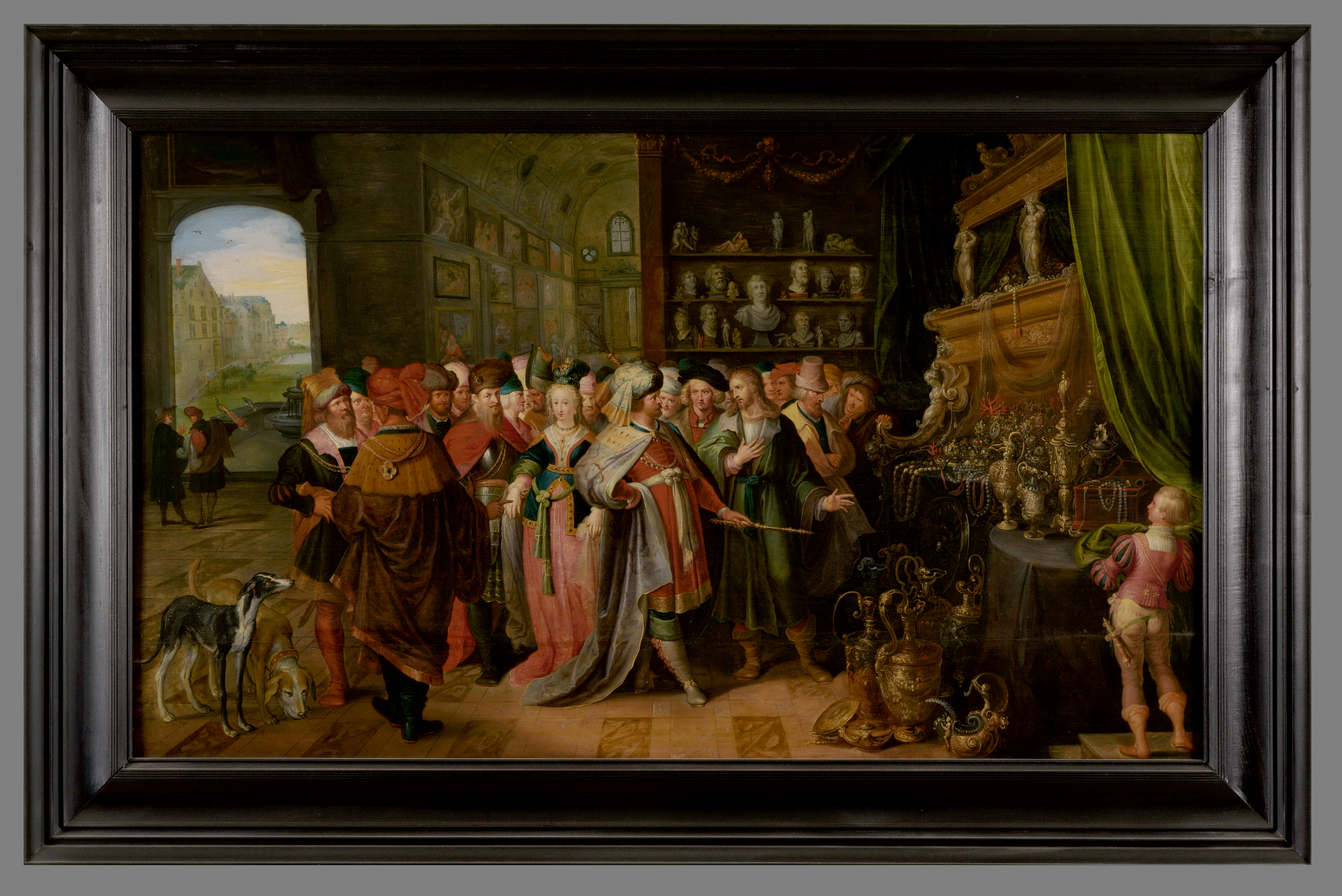
Franck II Francken (inspiré de), Crésus montrant ses trésors à Solon. Huile sur panneau de bois, XVIIe siècle, Avignon, Musée Calvet.
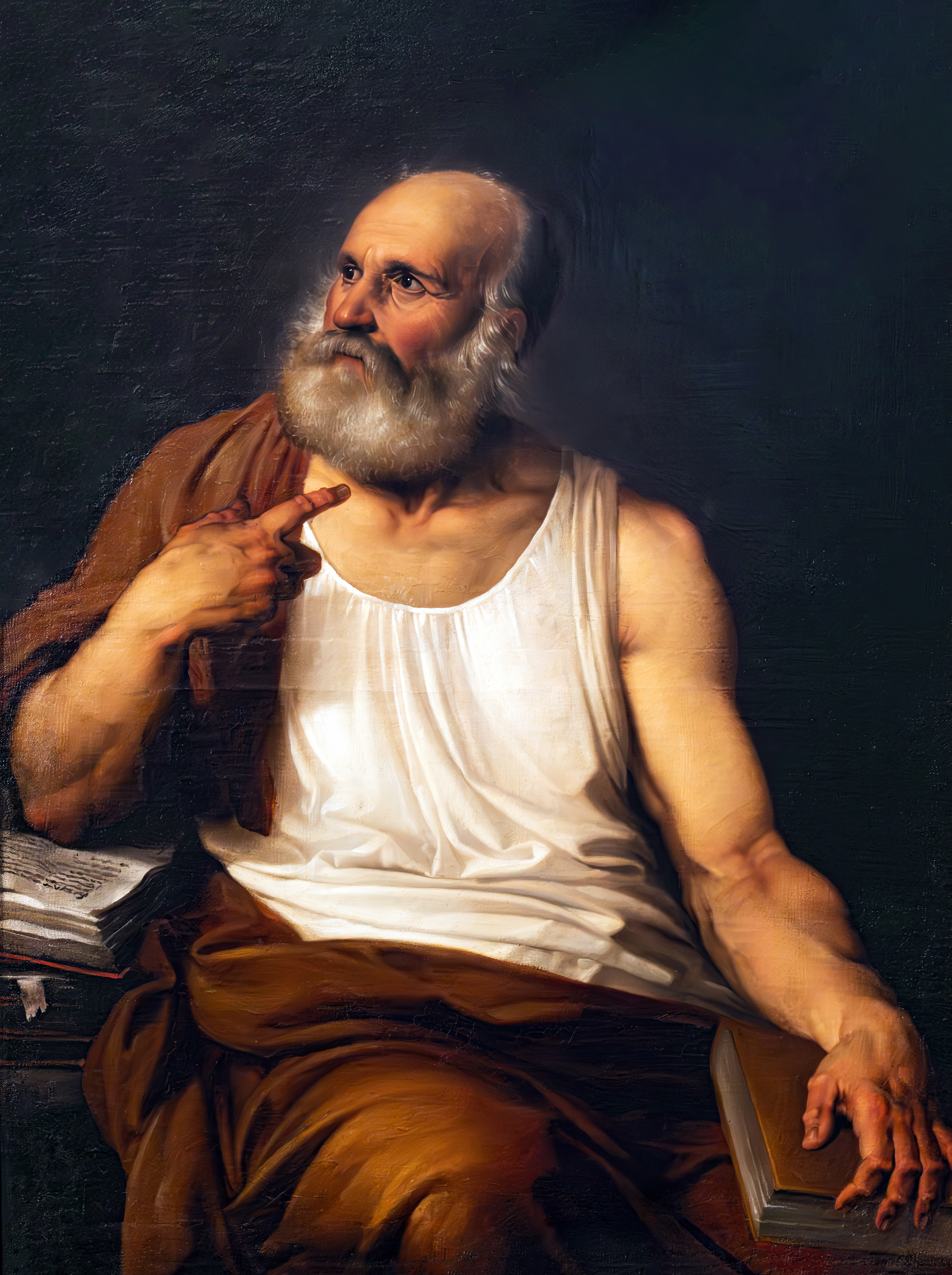
Solon par Francesco Hayez. Galeries de l'Académie de Venise[55].